# Trybunał inkwizycji w Wenecji
Trybunał inkwizycji w Wenecji – sąd inkwizycyjny z siedzibą w stolicy Republiki Weneckiej. Istniał od do 1797. Od połowy XVI wieku należał do struktur inkwizycji rzymskiej. Początkowo kierowali nim franciszkanie, ale w 1560 został przekazany w ręce dominikanów.

## Historia

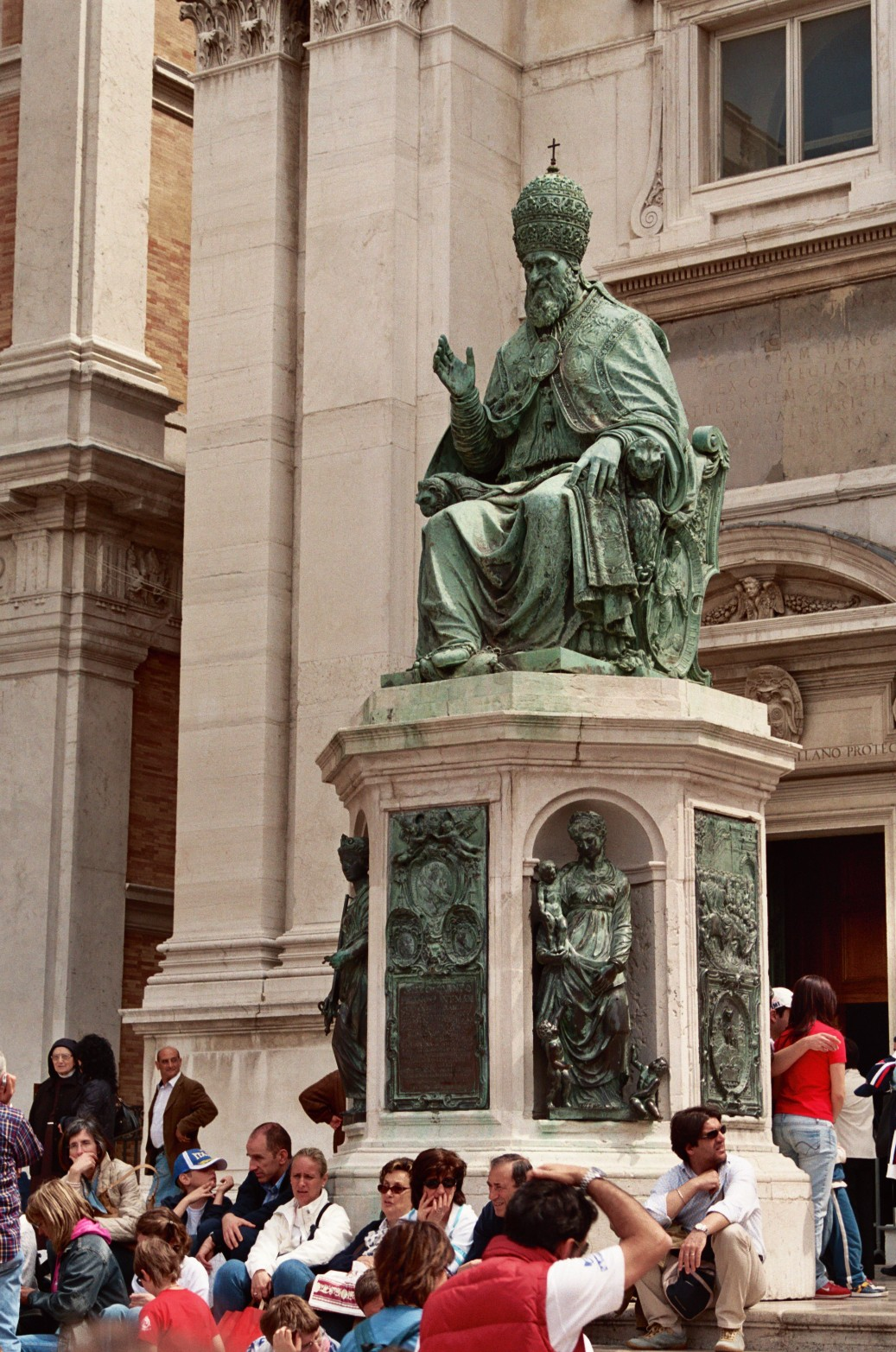
Sykstus V (Felice Peretti) przed wyborem na papieża był inkwizytorem Wenecji

### Średniowiecze
Kiedy w XIII wieku papiestwo powołało do życia sądy inkwizycji w celu zwalczania herezji, Republika  Wenecji początkowo opierała się wprowadzeniu ich na swoim terytorium. W 1249 władze Republiki powołały trzech świeckich urzędników do sądzenia heretyków, tzw. trzech mędrców do spraw herezji (tre savii sopra eresia). Dwa lata później papież Innocenty IV mianował wprawdzie dwóch dominikanów inkwizytorami Wenecji (Wincentego z Mediolanu oraz Jana z Vercelli), jednak nie ma dowodów, by podjęli oni jakąkolwiek działalność w Republice. Dopiero w 1289 władze Wenecji zgodziły się na objęcie miasta jurysdykcją inkwizycji. Wenecja została zaliczona do utworzonej w 1254 franciszkańskiej prowincji inkwizytorskiej Marchii Trewizańskiej i pozostała w jej granicach aż do XVI wieku. Inkwizytorzy byli regularnie mianowani przez władze zakonne franciszkanów, aczkolwiek zachowało się bardzo niewiele śladów ich aktywności antyheretyckiej.  
Dopiero w pierwszej połowie XVI wieku w Wenecji doszło do ożywienia działalności inkwizytorskiej w związku z przenikaniem do Włoch idei reformacji. Skąpo zachowana dokumentacja z lat 30. i początku lat 40. XVI wieku wskazuje, że represjami tymi kierował nuncjusz apostolski w Wenecji, z pomocniczym jedynie udziałem franciszkańskich inkwizytorów Marchii Trewizańskiej Angelo Testy, Martino da Treviso i Paolo Filomello.

### Czasy nowożytne (1544–1797)
W 1542 papież Paweł III ustanowił w Rzymie kongregację kardynalską Świętej Inkwizycji Rzymskiej i Powszechnej, zwaną potocznie Świętym Oficjum, której zadaniem było koordynowanie działalności antyheretyckiej w Italii. Od tego momentu zaczęła narastać presja Rzymu na władze Republiki, aby skuteczniej przeciwdziałały rozwojowi herezji na swym terenie i podjęły w tym zakresie ścisłą współpracę z Kongregacją Świętego Oficjum. Władze Republiki początkowo opierały się tym żądaniom, postrzegając je jako próbę ograniczenia swej suwerenności. Okoliczności polityczne skłoniły jednak obie strony do kompromisu, na co decydujący wpływ wywarł ówczesny nuncjusz apostolski, arcybiskup Giovanni Della Casa. 22 kwietnia 1547 ogłoszono odnowienie urzędu „mędrców do spraw herezji”, którzy odtąd mieli wchodzić w skład trybunału inkwizycyjnego z udziałem franciszkańskiego inkwizytora, nuncjusza apostolskiego i patriarchy weneckiego (lub ich przedstawicieli). Inkwizytor i nuncjusz apostolski uzyskali jurysdykcję nad całym terytorium Republiki. 
Pierwszym inkwizytorem działającym na podstawie nowych regulacji był Marino da Venezia, który już w 1544 został mianowany inkwizytorem Wenecji. Miał on opinię bardzo łagodnego inkwizytora, co spowodowało, że wkrótce sam stał obiektem podejrzeń o sprzyjanie herezji. W 1550 został zastąpiony innym franciszkaninem (Nicola da Venezia), a rok później wszczęto wobec niego śledztwo o herezję, które trwało 10 lat.
W 1549 nuncjusz Della Casa w porozumieniu z władzami Republiki opublikował pierwszy katalog dzieł zakazanych. Sześć lat później jego następca Filippo Archinto opublikował nową wersję katalogu.
Na początku 1557 inkwizytorem Wenecji został Felice Peretti de Montalto (późniejszy papież Sykstus V). Nie zyskał on przychylności władz weneckich, którym nie podobały się jego starania o objęcie miejscowych drukarni ścisłym i rygorystycznym nadzorem cenzorskim. Jego nominacja była kontestowana także przez współbraci zakonnych, gdyż nie pochodził on z ich prowincji, lecz z Marchii Ankońskiej w Państwie Kościelnym. Spory na tym tle trwały ponad trzy lata i zakończyły się ostatecznie odwołaniem Perettiego ze stanowiska i przekazaniem przez papieża Piusa IV urzędu weneckiego inkwizytora w ręce dominikanów (1560). 
Decyzja z 1560 zamyka okres formowania się nowoczesnego trybunału inkwizycji w Wenecji. Od tego momentu trybunał ten, pod przewodnictwem nuncjusza i dominikańskiego inkwizytora, prowadził systematyczne represje wobec podejrzanych o sprzyjanie reformacji w pełnej kooperacji z władzami świeckimi. Zachowana dokumentacja wskazuje, że mimo trudnych nieraz relacji między Stolicą Apostolską a władzami Republiki, współpraca między nimi w zakresie zwalczania odstępstw religijnych przebiegała bez większych zakłóceń, czego przykładem może być proces Giordano Bruno, rozpoczęty w 1592 w Wenecji, a zakończony w Rzymie osiem lat później egzekucją oskarżonego o herezję filozofa. W samej Wenecji ostatnie wyroki śmierci wobec domniemanych luteranów wykonano w latach 80. XVI wieku.
W pierwszej połowie XVIII wieku w Wenecji wykonano kilka egzekucji osób oskarżonych o sprawowanie mszy bez święceń kapłańskich. Jednakże w drugiej połowie stulecia aktywność inkwizycji niemal całkowicie zamarła. Ostatnie wzmianki o postępowaniach sądowych pochodzą z roku 1794. Trzy lata później Republika Wenecka przestała istnieć w wyniku inwazji rewolucyjnej Francji i podzielona między Austrię a nowo utworzoną Republikę Cisalpińską. Rewolucyjne władze zniosły trybunał inkwizycji prawdopodobnie w maju 1797, choć nie zachował się żaden formalnie wydany akt prawny.

## Organizacja
W trybunale zasiadało teoretycznie aż sześciu sędziów, w tym trzech duchownych (nuncjusz lub jego audytor, inkwizytor i patriarcha lub wikariusz patriarchalny) oraz trzech świeckich „mędrców”, w praktyce jednak z reguły w posiedzeniach uczestniczył tylko jeden z trzech mędrców, co dawało przewagę duchowieństwu. Siedzibą inkwizytora był dominikański konwent S. Domenico di Castello. Jurysdykcja trybunału obejmowała zasadniczo diecezje Wenecji, Caorle, Chioggia i Torcello, jednak inkwizytor i nuncjusz apostolski mieli prawo ingerować w procesy inkwizycyjne na całym terytorium Republiki. Z tego względu inkwizytor wenecki był często tytułowany jako „inkwizytor generalny całej Republiki Weneckiej”, nie oznacza to jednak, że inne trybunały były mu formalnie podporządkowane. W wewnątrzzakonnej klasyfikacji trybunałów inkwizycyjnych zakonu dominikańskiego trybunał wenecki zaliczany był do drugiej (pośredniej) klasy.

## Archiwum i dane statystyczne

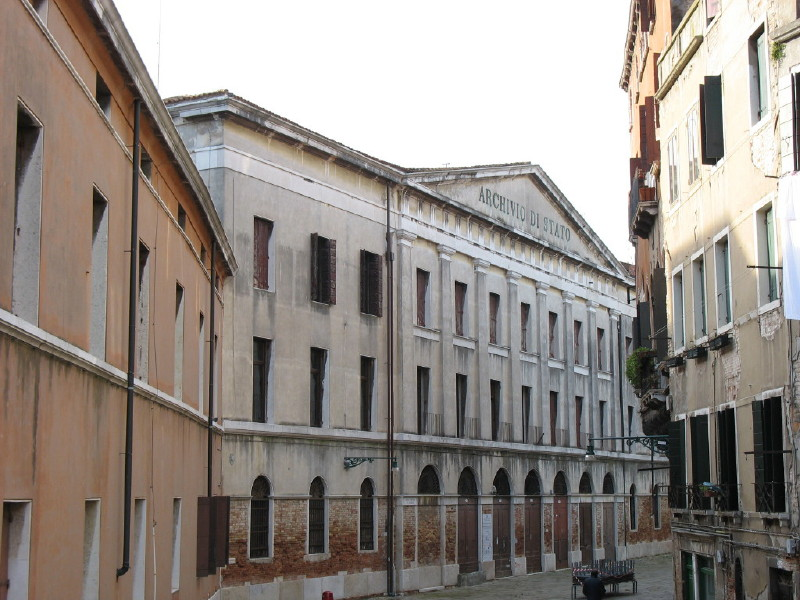
Archivio di Stato w Wenecji, miejsce przechowywania akt weneckiej inkwizycji

Archiwum weneckiego trybunału jest jednym z nielicznych włoskich archiwów inkwizycyjnych, które przetrwało do czasów współczesnych. 
Dane statystyczne dotyczące trybunału weneckiego opierają się na sporządzonym w XIX wieku inwentarzu archiwalnym nr 303 zawierającym katalog podejrzanych z lat 1541–1794. Wynika z niego, że w tym czasie prowadził on dochodzenia w sprawie 3597 podejrzanych, z tym że inwentarz ten nie zawiera prawie żadnych spraw z lat 1593–1609 i 1611–1615. Andrea Del Col, oprócz odnotowania tej luki, zwrócił uwagę, że bezpośrednia lektura akt procesowych dowodzi, że inwentarz nie wymienia wszystkich podejrzanych. Dla okresu 1541–1560 inwentarz wymienia 419 podejrzanych, rzeczywista liczba to 968. Z drugiej strony jednak, weneckie archiwum zawiera także akta postępowań inkwizycyjnych prowadzonych w innych miastach Republiki Weneckiej; we wspomnianym okresie, z 968 podejrzanych tylko 458 było faktycznie sądzonych przez trybunał wenecki. Z pozostałych 510 aż 301 to osoby sądzone przez komisarza Annibale Grisonio w Istrii w latach 1548–1549 i 1558–1559. Liczby te obejmują wszystkie rodzaje postępowań, w tym także denuncjacje, które nie doprowadziły do formalnego postawienia zarzutów. Ogółem Del Col ocenił liczbę spraw prowadzonych przez trybunał wenecki na około 4400.
Trybunał w Wenecji wydał w latach 1541–1794 dwadzieścia sześć wyroków śmierci, z czego wykonane zostały dwadzieścia trzy (w tym dwadzieścia dwa w Wenecji i jeden w Brescii). Pierwsza egzekucja odbyła się w 1553, ostatnia w 1724. Wiadomo też, że w 1736 w Wenecji stracono jedną osobę skazaną przez trybunał inkwizycji w Padwie za odprawianie mszy bez święceń kapłańskich. Najczęstszą metodą egzekucji w Wenecji było utopienie w morzu.

## Inkwizytorzy Wenecji (od 1544)
- Marino da Venezia OFMConv (1544–1550)
- Nicola da Venezia OFMConv (1550–1556)
- Felice Peretti da Montalto OFMConv (1557–1559)
- Bonaventura Farinerio da Castelfranco OFMConv (1559–1560?)
- Felice Peretti da Montalto OFMConv [ponownie] (1560)
- Bartolomeo Ferro da Lugo OP (1560)
- Tommaso dalla Negra da Vicenza OP (1560–1564)
- Adriano Beretti da Vicenza OP (1564–1566)
- Valerio Faenzi da Verona OP (1566–1569)
- Aurelio Schilino da Brescia OP (1569–1574)
- Marco Medici da Verona OP (1574–1578)
- Giovanni Battista Chiavenna da Milano OP (1578–1581)
- Angelo Mirabino da Faenza OP (1581–1587)
- Stefano Guaraldi da Cento OP (1587–1591)
- Gabriele da Saluzzo OP (1591–1595)
- Giovanni Vicenzo Arrigoni da Brescia OP (1595–1599)
- Giovanni Domenico Vignucci da Ravenna OP (1600–1622)
- Giovanni Ludovico Sechiario da Ravenna OP (1622)
- Paolo Canaveri da Gabiano OP (1623)
- Silvestro Ugoletto da Castiglione OP (1623–1625)
- Girolamo Zuppetti OP (1625–1632)
- Clemente Riccetti da Jesi OP (1632–1639)
- Anselmo Oliva da Brescia OP (1639–1647)
- Giovanni Battista Raimondi da Gavardo OP (1647–1651)
- Ambrogio Fracassino da Brescia OP (1651–1663)
- Agapito Ugoni da Brescia OP (1663–1670)
- Bassano Gallicioli da Brescia OP (1670–1675)
- Vincenzo Salici da Brescia OP (1675–1677)
- Tommaso Rovetta da Brescia OP (1677–1693)
- Antonio Leoni da Padova OP (1693–1698)
- Raimondo Asperti da Bergamo OP (1698–1704)
- Vincenzo Mazzolini da Bergamo OP (1704–1710)
- Tommaso Maria Gennari da Chioggia OP (1710–1736)
- Paolo Tommaso Manuelli da Verona OP (1737–1755)
- Giovanni Paolo Zapparella da Verona OP (1755–1760)
- Serafino Maccarinelli da Brescia OP (1760–1763)
- Filippo Rosa Lanzi OP (1763–1773)
- Giovanni Tommaso Mascheroni OP (1773–1797)